# Ullrich Dießner
Ullrich Dießner (født 27. december 1954 i Meißen) er en tysk tidligere roer, olympisk guldvinder og seksdobbelt verdensmester.

## Karriere

### Rokarriere
Ullrich Dießner roede det meste af sin karriere sammen med sin tvillingebror Walter Dießner, og de to viste sig første gang på den internationale scene, da de for DDR vandt junior-VM i toer uden styrmand i 1972. I 1974 var de som seniorer med i den østtyske firer med styrmand, der dette år vandt VM-guld og året efter VM-sølv.
Brødrene Dießner var også med i samme båd ved OL 1976 i Montreal sammen med Andreas Schulz, Rüdiger Kunze og styrmand Johannes Thomas. Østtyskerne vandt deres indledende heat og deres semifinaleheat, begge gange i ny olympisk rekordtid. I finalen var den sovjetiske båd dog overlegen og vandt guld, mens østtyskerne sikrede sig sølv, og vesttyskerne fik bronze.
Efter OL fik brødrene Dießner Dieter Wendisch, Gottfried Döhn og styrmand Andreas Gregor med i båden, og det gav straks gevinst, idet denne besætning vandt VM-guld i både 1977 og 1978. I 1979 blev det også til guld, men med blot Dießner-brødrene som gengangere fra året forinden.
Ved OL 1980 i Moskva var det igen VM-besætningen fra 1977 og 1978, der repræsenterede Østtyskland, og de var også favoritter i konkurrencen. Det blev til sejr i indledende heat, og i finalen var de klart overlegne og vandt med et forspring på fire et halvt sekund ned til Sovjetunionen, der sikrede sig sølvet yderligere tre et halvt sekund foran Polen på bronzepladsen.
I 1981 var brødrene Dießner for en kort bemærkning med i otteren, der blev nummer fire ved VM dette år, hvorpå Ullrich Dießner fortsatte, nu uden broderen, i fireren med styrmand og vandt sit femte VM i 1982. Han sluttede med at ro toer med styrmand, og her vandt han sit sidste VM i 1983. Da DDR sammen med flere andre østeuropæiske lande boykottede OL 1984 i Los Angeles, indstillede han karrieren.
Ud over de internationale meritter blev Ullrich Dießner også østtysk mester i firer med styrmand i 1975, 1977, 1978, 1979 og 1982 samt i toer med styrmand i 1983 og 1984.

### Videre karriere
Som sin bror var Ullrich Dießner udlært værktøjsmager. Han virkede efter den aktive rokarriere som hjælpetræner i roning i en periode. Efter den tyske genforening etablerede han et taxifirma.

## OL-medaljer
- 1980:  Guld i firer med styrmand
- 1976:  Sølv i firer med styrmand